# Имперская трансантарктическая экспедиция
Импе́рская трансантаркти́ческая экспеди́ция 1914—1917 годов (англ. Imperial Trans-Antarctic Expedition) — вторая экспедиция под командованием сэра Эрнеста Шеклтона, целью которой было пересечение всего Антарктического материка в самом узком месте на дистанцию 1800 миль (2900 км). Проект пересечения всей Антарктиды разработал в 1904 году Уильям Спирс Брюс, но не имел средств реализовать его. Имперская экспедиция включала два отряда на кораблях «Эндьюранс» и «Аврора». Группа Шеклтона на «Эндьюранс» должна была подойти к побережью моря Уэдделла, перезимовать в заливе Фазеля и следующим антарктическим летом выступить к Южному полюсу. Второй отряд, базируясь на о. Росса в проливе Мак-Мердо, должен был заложить склады для успешного возвращения отряда Шеклтона. В отличие от предыдущих британских экспедиций, в качестве транспортного средства на ледниках была сделана ставка на ездовых собак. Было подано 5000 заявок для участия в экспедиции, в которой участвовало 56 человек — по 28 в каждом отряде. Из ветеранов экспедиций Шеклтона участвовали Фрэнк Уайлд, Энеас Макинтош, Эрнест Джойс, вновь были приняты фотограф Фрэнк Хёрли и моряк Том Крин.
«Эндьюранс» был зажат в паковых льдах и начал незапланированный дрейф, в ходе которого был раздавлен льдами и затонул, а «Аврора», которую сорвало с якорной стоянки в проливе Мак-Мердо, после затяжного дрейфа с трудом вернулась в Новую Зеландию. Команда Шеклтона сумела спастись без потерь, опираясь только на собственные силы. Из 10 человек, оставшихся на о. Росса, погибли трое. Поскольку экспедиция проходила во время Первой мировой войны, она оказалась практически незамеченной современниками. Ни одна из поставленных целей экспедиции не была достигнута, немногочисленными были и полученные данные, хотя множество ценных наблюдений предоставил дрейф «Эндьюранса» и «Авроры» в разных антарктических морях.
В анналах истории эта экспедиция стала примером профессионализма и выносливости полярников, сумевших выжить в экстремальных условиях; спасательная операция Шеклтона, добравшегося на шлюпке до Южной Георгии, стала одной из важнейших парадигм современного обучения лидерству. Экспедиция считается последним великим путешествием «Золотого века полярных исследований», использующим технологии XIX века, когда ограниченная в ресурсах команда была полностью отрезана от внешнего мира.

## Предыстория
Общественное признание, полученное Шеклтоном в ходе экспедиции на «Нимроде», было практически перечёркнуто новой экспедицией капитана Скотта. Когда 8 марта 1912 года в Лондон пришли первые телеграммы об успехе Амундсена, Шеклтон сразу заявил, что достижение Южного полюса — это ещё отнюдь не финальная точка в освоении Антарктики. По мнению Шеклтона, главной задачей отныне становится пересечение всего Антарктического материка:

После покорения Южного Полюса Амундсеном, и, с разницей в считанные дни, Британской экспедицией Скотта, в Антарктиде осталась лишь одна большая цель для путешествия — пересечение континента от моря до моря. Когда я вернулся из экспедиции на «Нимроде», в которой под давлением непреодолимых обстоятельств мы были вынуждены отказаться от нашей попытки установить Британский флаг на Южном Полюсе всего за девяносто семь миль до конечной цели, то уже тогда загорелся идеей пересечения континента, поскольку был твердо убежден, что кому-то, либо Амундсену, либо Скотту обязательно удастся достигнуть Полюса, по нашему ли собственному маршруту или по параллельному ему. После известия об успехе норвежцев, я начал приготовления к началу последнего большого путешествия — первого пересечения последнего континента…
Впрочем, Вильгельм Фильхнер ещё в 1911 году начал реализацию планов трансантарктической экспедиции, рассчитывая пересечь материк в самом узком его месте — от залива Фазеля (на 78° ю. ш.) через Южный полюс, чтобы вернуться к о. Росса по трассе, разведанной Шеклтоном и Скоттом. 11 декабря 1911 года Фильхнер на судне «Дойчланд» отплыл от острова Южная Георгия, направляясь в море Уэдделла, но повернул уже в январе 1912 года: путь ему преградили сплошные поля паковых льдов. Тем не менее, планы Фильхнера, включая место для исходной базы и маршрут следования, оказали сильное воздействие на расчёты Шеклтона. После получения трагических известий о капитане Скотте Шеклтон стремился как можно быстрее начать новую экспедицию, для чего обратился за помощью к бывшему премьер-министру лорду Розбери, получив ответ, что на «полярные путешествия жаль потратить даже фартинга». Поддержку Шеклтону оказал шотландский исследователь Уильям Спирс Брюс, готовивший аналогичную экспедицию ещё с 1908 года. Он даже позволил Шеклтону воспользоваться его расчётами. Наконец, Британское правительство, срочно нуждавшееся в реабилитации страны в области полярных исследований, пообещало Шеклтону пожертвование в 10 000 фунтов стерлингов. В тот же день, 29 декабря 1913 года, Шеклтон направил письмо в газету Times, в котором извещал публику о своих намерениях.

## Подготовка

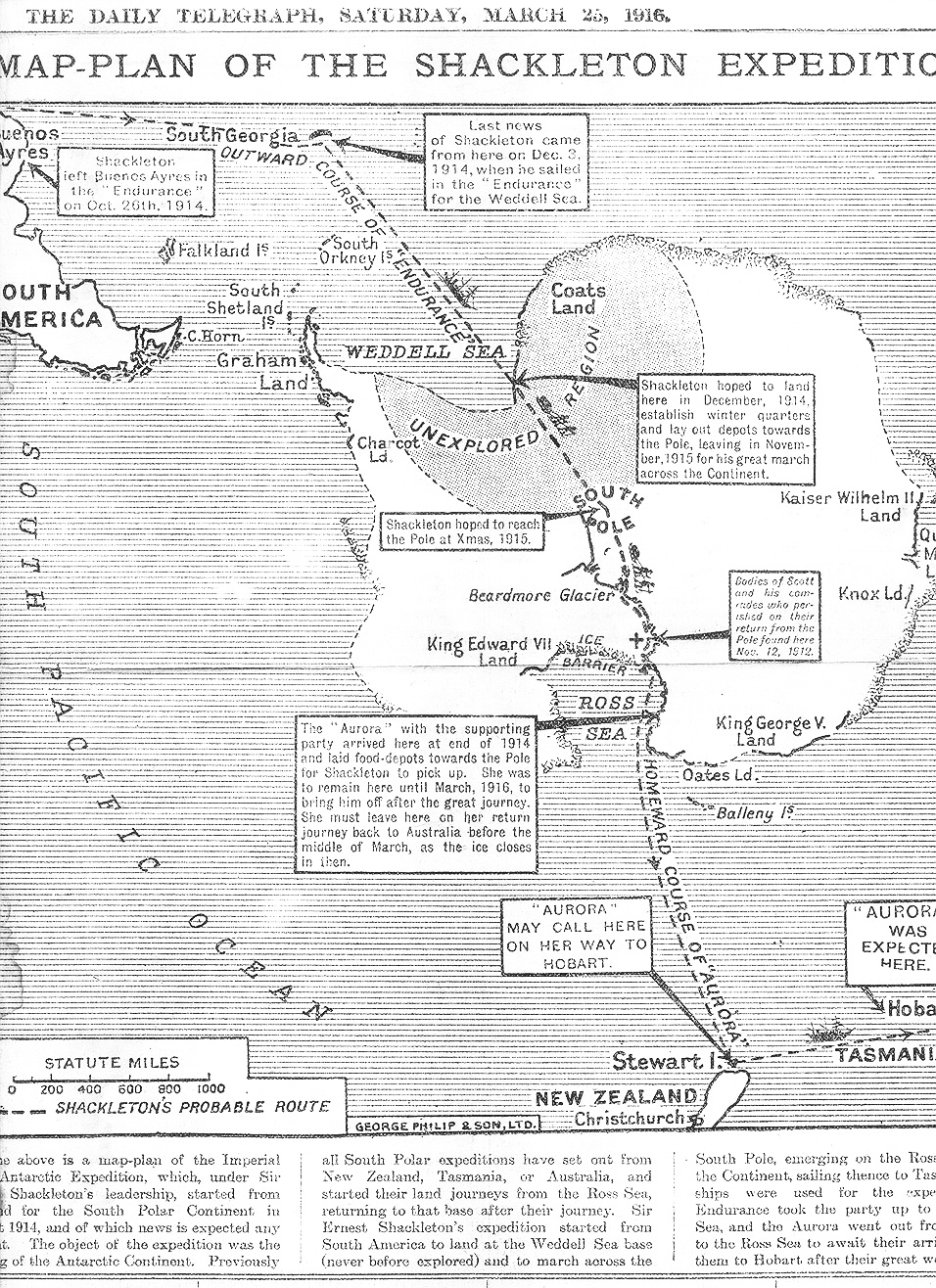
Карта-схема экспедиции, опубликованная в марте 1916 года. К тому времени от Шеклтона не было известий уже полтора года

### Планы
Шеклтон сразу же объявил свою экспедицию «Имперской», заявив: 

«Не только мы, островитяне, но и обитатели всех земель, живущих под сенью „Юнион Джека“ — наши родственники, будем рады помочь в реализации программы исследований».
 Чтобы максимально заинтересовать публику, Шеклтон в начале 1914 года опубликовал отдельной брошюрой детальный план похода. В общих чертах он выглядел следующим образом:
Экспедиция будет состоять из двух отрядов на двух судах. Отряд Шеклтона в составе 14 человек высадится на побережье Залива Фазеля. Далее Трансконтинентальная партия, включающая 6 человек, с 69 собаками и двумя моторными санями, должна будет преодолеть 1800 миль (2900 км) через Южный полюс к Морю Росса. Оставшиеся люди должны будут исследовать Землю Грейама (на судне) и Землю Эндерби (по суше), а также содержать в порядке базу.
Второй отряд под командованием Энеаса Макинтоша (10 человек) должен будет десантироваться на острове Росса в проливе Мак-Мердо на противоположном конце континента. Его задачей будет закладка складов провианта и снаряжения вплоть до ледника Бирдмора и встреча Трансконтинентальной партии. Дополнительно им предстояло совершить «геологические и иные наблюдения». Шеклтон намеревался совершить переход в первый же сезон 1914—1915 годов, но почти сразу понял нереалистичность этого плана, и решил зазимовать. Тем не менее, в инструкциях, данных Макинтошу, не было сделано поправок.

### Финансирование

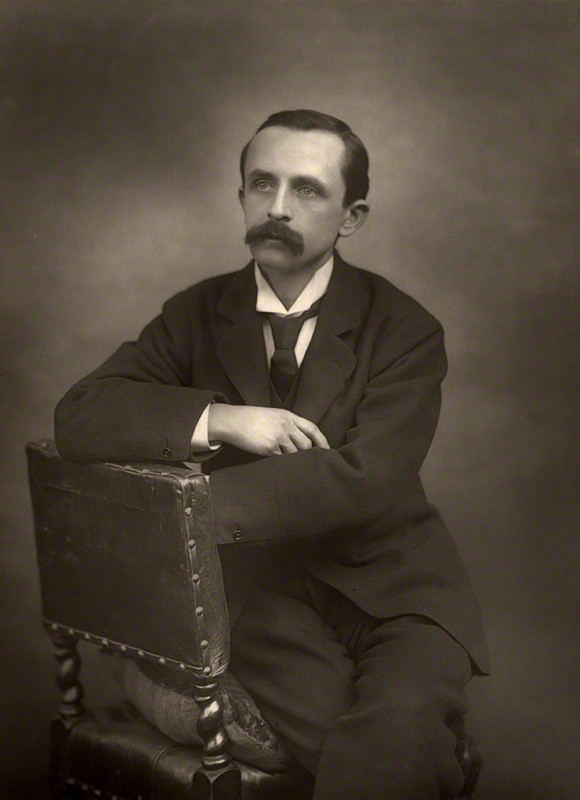
Джеймс Барри — один из спонсоров экспедиции

Шеклтон заложил бюджет в 50 000 ф.ст., причём исходил из принципа минимальных расходов. Учитывая предыдущий опыт Скотта и свой собственный, он отказался от общественной подписки и искал крупных спонсоров, начав сбор средств ещё в 1913 году. Сбор поначалу был безуспешный, но 29 декабря 1913 года правительство пообещало пожертвование в 10 000 фунтов при условии, что Шеклтон сможет изыскать эквивалентную сумму. Средства поступали следующим образом: Королевское географическое общество, с которым Шеклтон находился в ссоре ещё с 1909 года и ничего от него не ждал, пожертвовало 1000 фунтов, причём Шеклтон из гордости принял только половину. Лорд Розбери, не собиравшийся дать ни фартинга, всё-таки пожертвовал 50 фунтов. Газета «Нью-Йорк Таймс» 9 февраля 1914 года объявила, что близкий друг Скотта — Джеймс Барри пожертвовал Шеклтону 50 000 долларов (около 10 000 ф.ст. по курсу того времени). Весной и летом 1914 года последовали щедрые дарения: глава фирмы Birmingham Small Arms Company Дадли Докер предоставил 10 000 фунтов, наследница табачного фабриканта Джанет Стэнкомб Уиллс — «значительную сумму» (которая никогда не была озвучена). Наконец, шотландский промышленник сэр Джеймс Кэйрд пожертвовал 24 000 фунтов, после чего в одном из интервью Шеклтон заявил, что «этот великолепный дар избавил меня от всех забот».
Общая сумма расходов на экспедицию не может быть определена по причине отсутствия данных по всем пожертвованиям, однако в 1920 году репортёры газеты Daily Mail оценили бюджет в 80 000 фунтов. Тем не менее хроническое безденежье и долги сильно осложнили ход экспедиции, особенно деятельность отряда Макинтоша в Австралии и спасательные операции 1916 года.
Шеклтон отлично представлял источники дохода и от самой экспедиции, и задействовал их в полной мере: например, продал эксклюзивные права на публикацию материалов об экспедиции газете Daily Chronicle и даже основал компанию Imperial Trans Antarctic Film Syndicate, которой принадлежали монопольные права на демонстрацию фильмов об экспедиции. На случай если не вернётся живым, права на чтение лекций об экспедиции Шеклтон передал Фрэнку Уайлду.

### Экспедиционные суда
Крупной статьёй расходов стали экспедиционные суда. Для себя Шеклтон приобрёл норвежскую баркентину Polaris, построенную в 1912 году по заказу Адриена де Жерлаша и Ларса Кристенсена. Изначально предполагалось использовать её как туристическую яхту для охоты на Шпицбергене. Судно было построено на известной норвежской верфи Framnæs Mekaniske Værksted, которая специализировалась на кораблях для китобойного промысла в полярных водах. Правда, имея сравнительно острые обводы для повышения мореходности, оно не было приспособлено для длительного дрейфа в паковых льдах. «Поларис» имел вместимость 350 брутто-тонн, длину 44 м, и, кроме парусов, был оснащён паровой машиной в 350 л. с., помогавшей кораблю развивать скорость до 10 узлов. Поскольку предприятие Жерлаша и Кристенсена обанкротилось, баркентину выставили на торги и она досталась Шеклтону за 14 000 фунтов (приводилась также сумма в 11 600 фунтов). Шеклтон переименовал судно в Endurance («Стойкость») в честь семейного девиза: «Стойкостью покорим» (англ. By endurance we conquer).
Для второго отряда Шеклтон присмотрел деревянную китобойную яхту «Аврора», построенную в 1876 году и служившую на Ньюфаундленде. В 1910 году её купил бывший соратник Шеклтона — австралиец Дуглас Моусон для своей экспедиции. Освободившись, яхта стояла к началу 1914 года в порту Хобарта, где и была приобретена за 3200 ф.ст. «Аврора» имела длину 50 м, вместимость 580 брутто-тонн, и, кроме парусов, была оснащена паровой машиной в 98 л. с.

### Команда

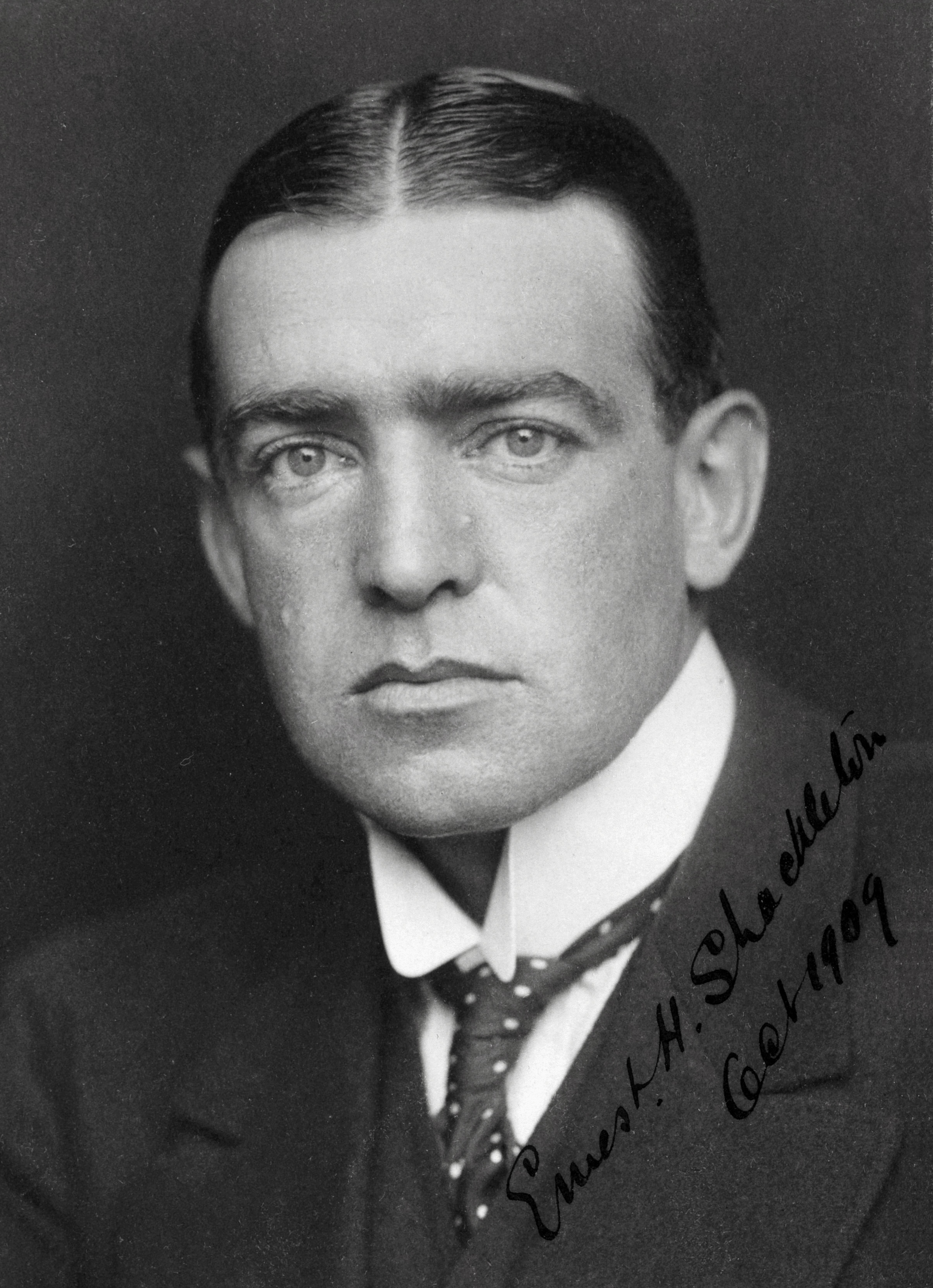
Эрнест Шеклтон

Согласно, возможно, вымышленной истории, Шеклтон разместил во всех лондонских газетах объявление следующего содержания:

«Требуются люди для участия в рискованном путешествии. Маленькое жалованье, пронизывающий холод, долгие месяцы полной темноты, постоянная опасность, благополучное возвращение сомнительно. В случае успеха — честь и признание. Сэр Эрнест Шеклтон»

Общее число заявок на участие в экспедиции превысило 5000, в том числе и от женщин. В конечном итоге в команде было 56 человек, по 28 на каждый отряд, причём некоторые вошли в состав экспедиции в последний момент — в Буэнос-Айресе и Сиднее. По своему обыкновению, Шеклтон брал в команду проверенных людей, участвовавших в экспедиции Скотта на «Дискавери», экспедиции на «Нимроде» и Австралазийской антарктической экспедиции. Вторым помощником на «Эндьюрансе» пошёл Том Крин, награждённый Медалью Альберта за спасение лейтенанта Эванса в экспедиции «Терра Нова». Командовать отрядом Моря Росса Шеклтон поручил Энеасу Макинтошу — ветерану экспедиции «Нимрода». Комплектование команды «Авроры» вообще было затруднено, ибо Британское Адмиралтейство отказалось предоставлять своих людей.
Научный отряд разместился на борту «Эндьюранса» и включал шесть человек. Специально взяли фотографа и кинооператора — австралийца Фрэнка Хёрли. В целом, большая часть команды была набрана за короткое время до начала экспедиции. Среди команды «Авроры» было очень мало людей, которые имели опыт работы в полярных широтах.

#### Отряд Моря Уэдделла
Список людей и судовых ролей приведён по перечню Альфреда Лэнсинга
| - Сэр Эрнест Шеклтон — начальник экспедиции - Фрэнк Уайлд — заместитель командира - Фрэнк Уорсли — капитан «Эндьюранс» - Лайонел Гринстрит — первый помощник - Том Крин — второй помощник - Альфред Читэм — третий помощник - Хьюберт Хадсон — штурман - Льюис Рикинсон — машинист - Альфред Керр — машинист | - Александр Маклин — врач - Джеймс Маклрой — врач - Джеймс Уорди — геолог - Леонард Хасси — метеоролог - Реджинальд Джеймс — физик - Роберт Кларк Селби — биолог - Фрэнк Хёрли — фотограф - Джордж Марстон — художник - Томас Орд-Лис — механик - Генри Макниш — плотник | - Чарльз Грин — кок - Уолтер Хоу — матрос - Уильям Бэйквелл — матрос - Тимоти Маккарти — матрос - Томас МакЛеод — матрос - Джон Винсент — боцман - Эрнест Холнесс — кочегар - Уильям Стефенсон — кочегар - Пирси Блекбороу — стюард |

#### Отряд Моря Росса
Значком «†» выделены погибшие
| - † Энеас Макинтош — начальник партии - Эрнест Джойс — главный каюр (погонщик собак) - Эрнест Уайлд — квартиртмейстер - † Арнольд Спенсер-Смит — капеллан - Джон Лахлен Коул — биолог и врач - Александр Стивенс — натуралист - Ричард Ричардс — физик - Эндрю Джек — физик - Ирвинг Гейс — разнорабочий | - † Виктор Хейвард — разнорабочий - Обри Ниннис — автомеханик - Лайонел Хук — радиотелеграфист - Джозеф Стэнхаус — первый помощник - Лесли Томпсон — второй помощник - Альфред Ларкмэн — главный машинист - Эдриан Донелли — второй машинист - Джеймс Пэтон — боцман - Кларенс Могер — плотник - Сидни Эткин — матрос | - Артур Даунинг — матрос - Уильям Кавана — матрос - Э. Уоррен — матрос - Чарльз Глидден — матрос второй статьи - С. Грейд — кочегар - Уильям Магридж — кочегар - Гарольд Шоу — кочегар - Эдвард Уайс — кок - Эмиль Данглад — стюард |

## Ход экспедиции

### Деятельность отряда Моря Уэдделла

#### Плавание на юг

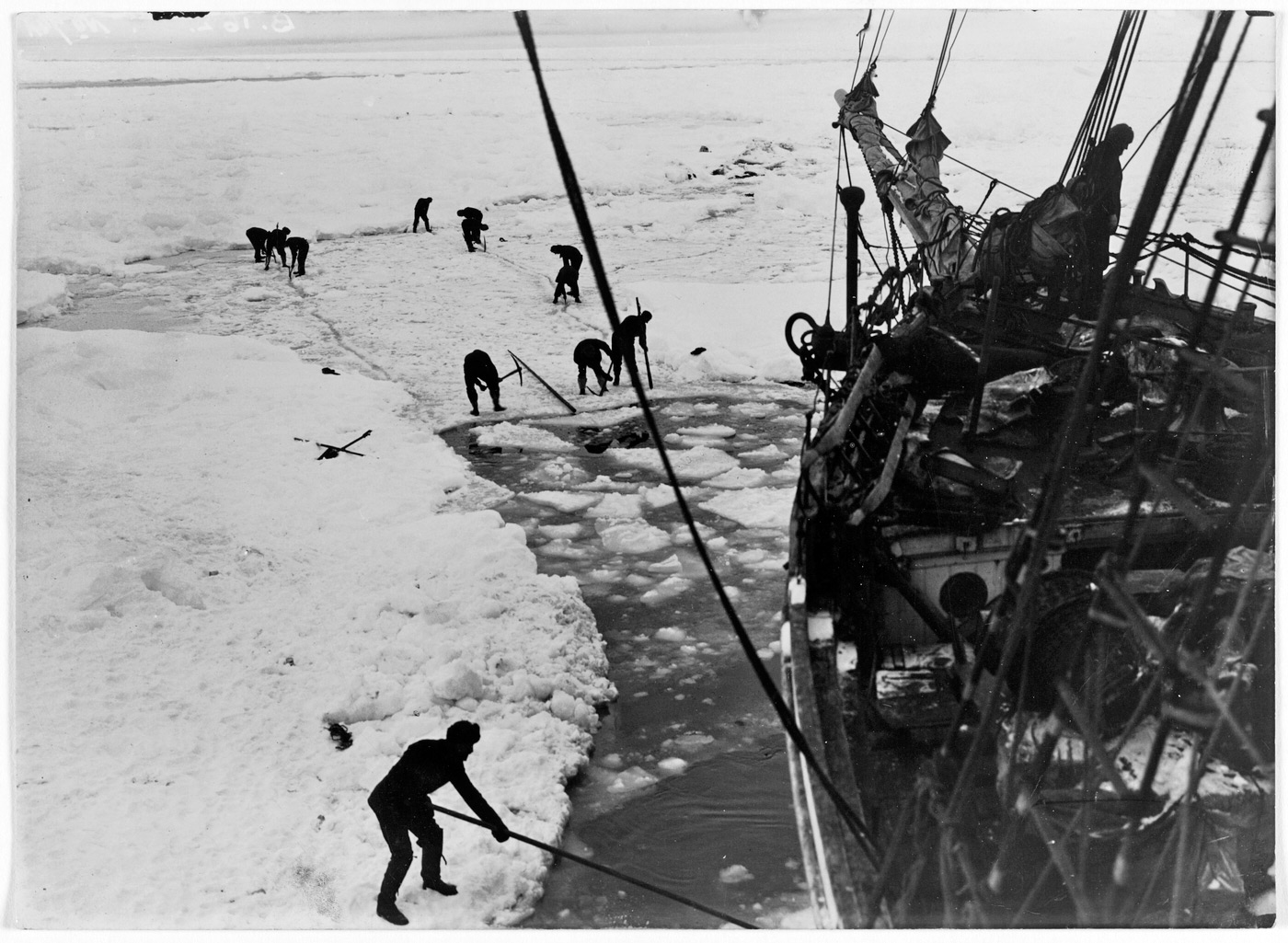
Судовая команда пытается пробить канал в паковых льдах

«Эндьюранс» отплыл из Плимута 8 августа 1914 года, направляясь в Буэнос-Айрес. Шеклтона на борту не было: он улаживал финансовые проблемы экспедиции. В Буэнос-Айрес он отплыл быстроходным лайнером и прибыл туда раньше своего корабля. В столице Аргентины команда пополнилась Пирсом Блэкборо, а несколько человек, отправившиеся из Британии, уволились. 26 октября отплыли к Южной Георгии, которую увидели 5 ноября. На китобойной базе Грютвикен полярники прожили месяц и 5 декабря двинулись дальше на юг. 7 декабря пришлось повернуть на север, столкнувшись со сплошными ледовыми полями под 57°26’ ю. ш.. Маневры не помогли: сплочённые ледовые поля уже 14 декабря преградили путь судну на 24 часа. Через три дня «Эндьюранс» вновь остановился. В описании путешествия Шеклтон признавался, что был готов к тяжелым ледовым условиям, но столь мощных полей пака не ожидал.

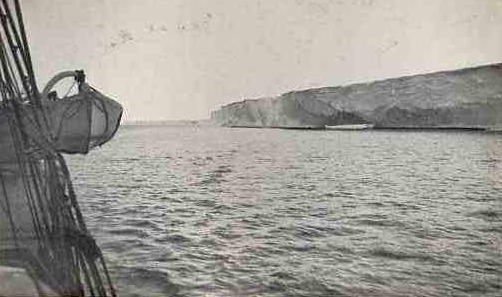
Ледяные валы. Январь 1915 года

Усилия всей команды помогли пробить в паковых льдах канал, поэтому до 22 декабря удавалось продвигаться на юг. К 7 января 1915 года «Эндьюранс» столкнулся с 30-метровыми ледяными стенами, обрамляющими побережье Земли Котса. Эти территории уже обследовал в 1904 году Уильям Спирс Брюс. Данное обстоятельство заставило Шеклтона отказаться от высадки, хотя 15 января была обнаружена удобная для базы бухта с пологими краями ледника, ведущими внутрь материкового льда. Шеклтон заявил, что местность слишком далека от залива Фазеля. Потом он жалел об этом решении. 17 января экспедиция достигла 76°27' ю. ш., откуда была видна земля, которой Шеклтон дал имя Кэйрда — в честь спонсора похода; из-за чрезвычайно плохой погоды «Эндьюранс» укрылся от бури за айсбергом.
Экспедиция находилась вблизи Земли Луитпольда, открытой и поименованной Фильхнером в 1912 году, залив Фазеля находился южнее. Из-за сплошных льдов пришлось пройти 23 км на запад, после чего продвижение стало окончательно невозможным, «Эндьюранс» находился на 76°34’ ю. ш., 31°30’ з. д. Пришлось погасить топки парового котла для сбережения топлива. 14 февраля команда была вновь мобилизована с кирками и пилами для прорубания канала во льдах, но потом Шеклтону пришлось смириться с тем, что зиму они проведут «в негостеприимных объятьях пака».

#### Дрейф «Эндьюранса» в феврале-октябре 1915 года

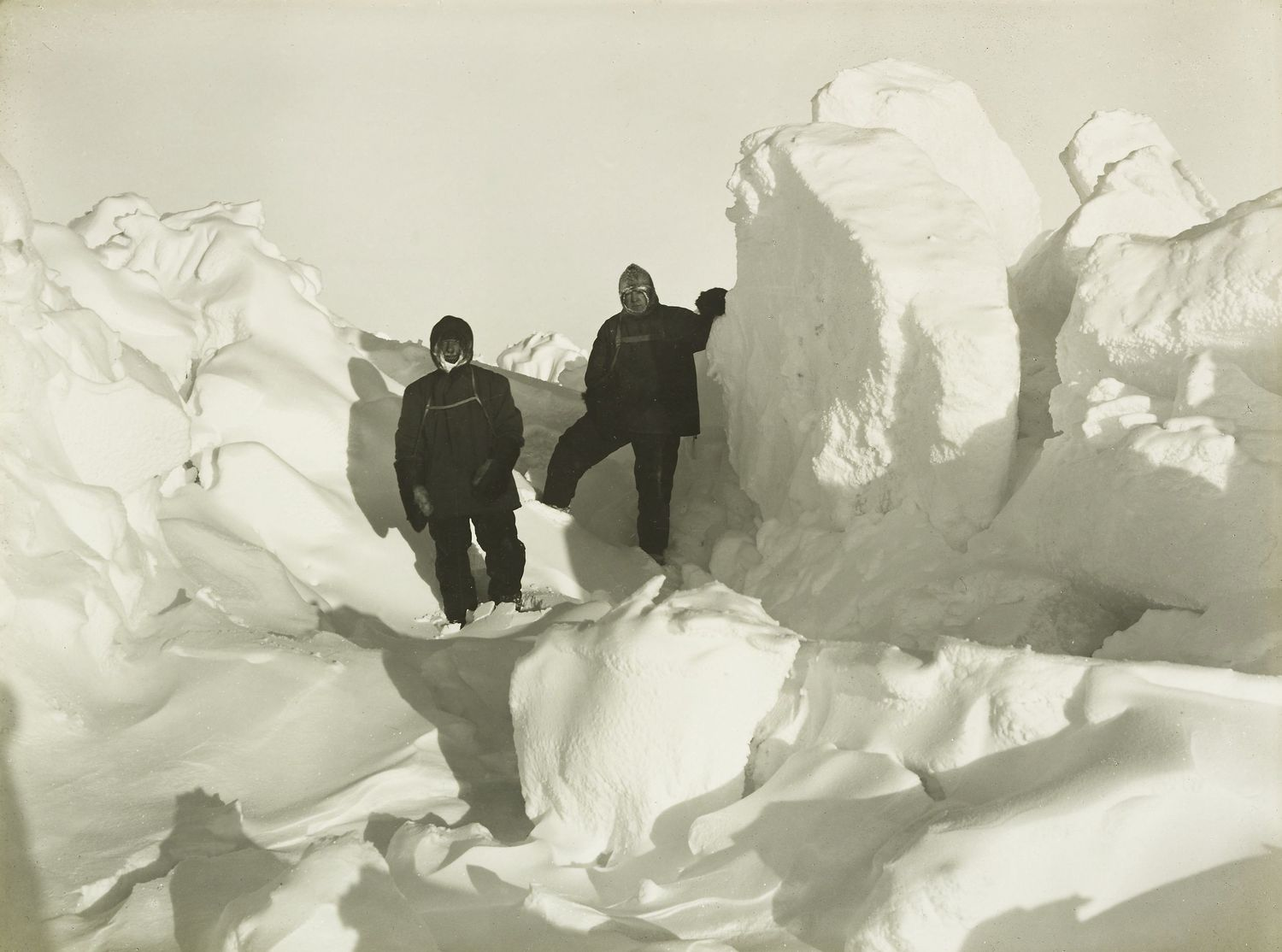
Шеклтон и Уайлд среди торосов

21 февраля «Эндьюранс» оказался в самой южной точке своего пути — 76° 58' ю. ш., затем начал дрейфовать на север. 24 февраля Шеклтон объявил о начале зимовки, после чего собаки были спущены на лёд и размещены в специальных конурах, а жилые помещения судна стали утеплять. Был развёрнут беспроволочный телеграф, однако его мощности оказалось недостаточно для передач во внешний мир. Шеклтон основывался на опыте дрейфа Фильхнера, который был блокирован льдами 6 марта 1912 года в 300 км от Земли Котса и освободился спустя 6 месяцев на широте 63°37’ю. ш., не получив повреждений. Шеклтон полагал, что следующей весной сможет повторить попытку достигнуть залива Фазеля.
Скорость дрейфа была крайне малой: в конце марта Шеклтон высчитал, что с 19 января корабль прошёл всего 95 морских миль (176 км). Однако уже в апреле начались подвижки льда, и наблюдавший за ними Шеклтон с беспокойством писал, что если корабль попадёт в зону сжатия, то будет раздавлен как яичная скорлупа. К началу полярной ночи (в мае) экспедиция была в точке 75°23’ ю. ш., 42°14’з. д., продолжая дрейфовать на север.

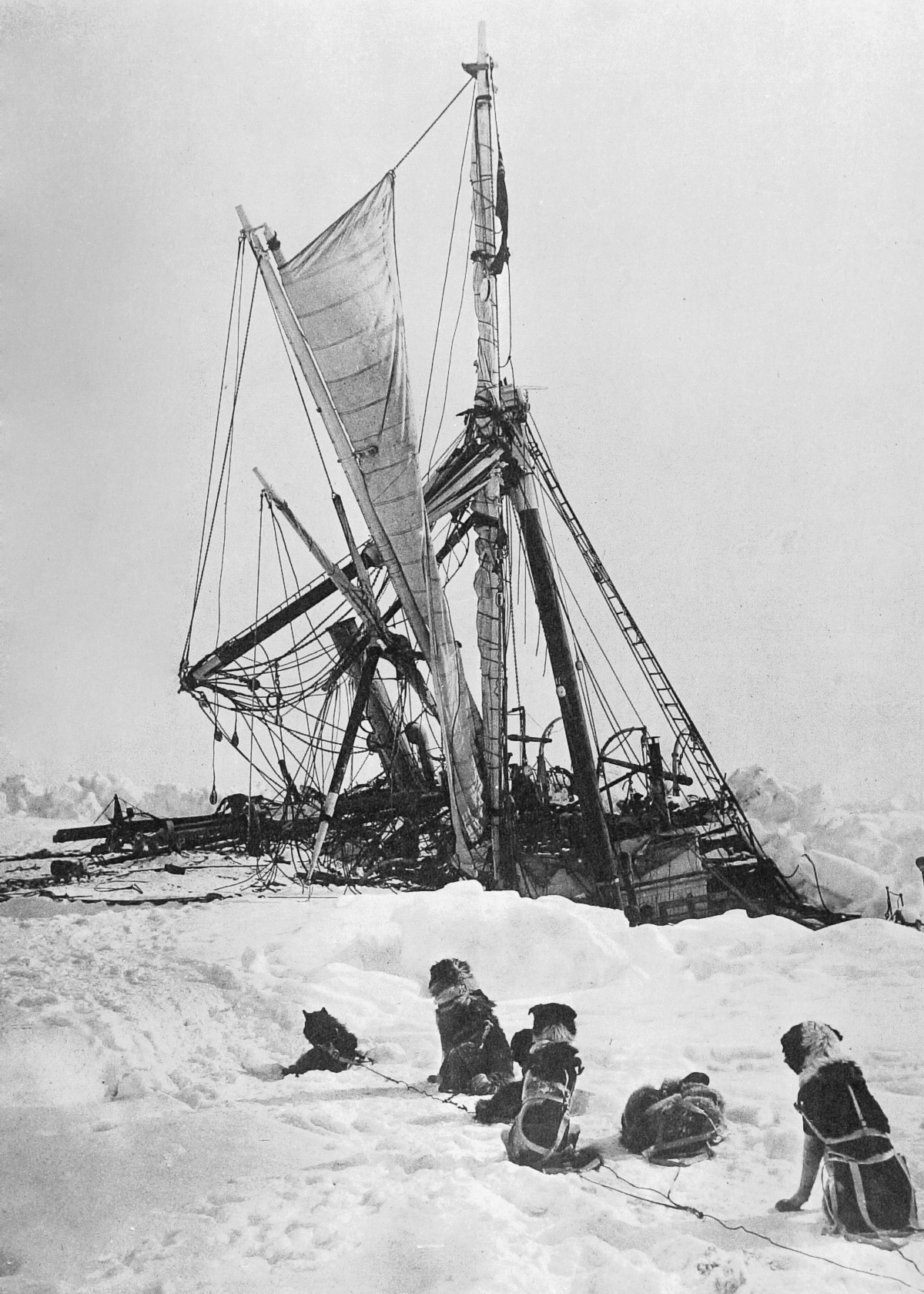
Разбитый «Эндьюранс» во льдах

Полярная ночь проходила в благоприятной обстановке, хотя много внимания требовали к себе собаки, размещённые на льду. Были введены обязательные лыжные прогулки при лунном свете, ставились любительские спектакли и неукоснительно отмечались разные события. 24 мая был торжественно отпразднован День империи. Только 22 июля подвижки льда стали представлять угрозу. 1 августа с юго-запада налетел шторм с затяжными снегопадами, льды сомкнулись под килем корабля, но конструкция выдержала. В августе «Эндьюранс» дрейфовал в районе, в котором в 1823 году капитан Бенджамин Морелл якобы заметил остров, названный Новая Южная Гренландия. Шеклтон, не обнаружив никаких признаков суши, пришёл к выводу, что Морелла ввели в заблуждение айсберги.
30 сентября «Эндьюранс» перенёс тяжелейшие ледовые сжатия за всё время экспедиции и Уорсли сравнил корпус корабля с «воланом, который перекидывают дюжину раз». 24 октября сильный напор льдов со штирборта привёл к разрушению деревянной конструкции и образованию пробоины. На лёд были выгружены припасы и три шлюпки. Трое суток команда боролась за жизнь корабля, откачивая из трюмов воду при −27 °C и пытаясь подвести пластырь. 27 октября Шеклтон распорядился начать эвакуацию на лёд. Судно находилось в точке 69°05’ю. ш., 51°30’з. д.. Обломки держались на плаву ещё несколько недель, что позволило извлечь множество оставленных вещей, в том числе фотокамеры Хёрли и 550 отснятых фотопластинок. Из-за огромного веса пришлось отобрать только 150 наиболее удачных, а остальные бросить.

#### В дрейфующих льдах

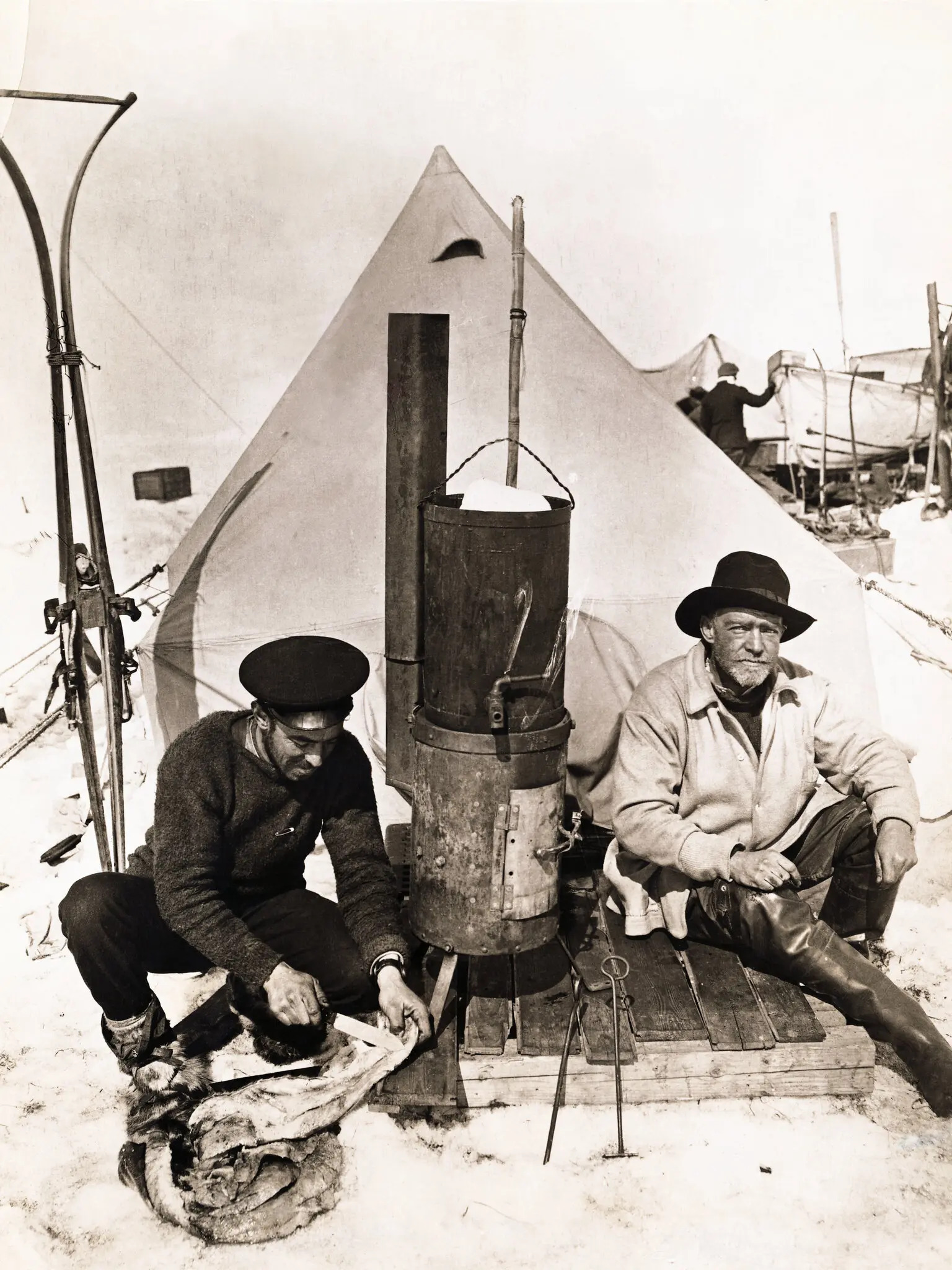
Фрэнк Хёрли и Эрнест Шеклтон (справа) в Океанском лагере

После гибели корабля не могло быть и речи о пересечении континента: команде предстояло выжить. У Шеклтона было несколько вариантов маршрута, но особенно его привлекал остров Робертсона, откуда можно было добраться до Земли Грейама и китобойной базы в заливе Вильгельмины. Уорсли рассчитал, что команде предстоит преодолеть около 700 км, причём считал необходимым дождаться лета, чтобы можно было двинуться на лодках. Шеклтон отверг это предложение.
Поход по дрейфующим льдам начался 30 октября 1915 года, причём две из трёх шлюпок погрузили на сани. Ледовая обстановка непрерывно ухудшалась. По словам Хёрли, «это был сплошной лабиринт валов и торосов, в котором едва можно было найти ярд ровной поверхности». За три дня удалось преодолеть всего 3 мили, после чего 1 ноября Шеклтон объявил остановку: предстояло дождаться таяния льдов. Лагерь на льду получил название Ocean Camp, причём находился в виду обломков «Эндьюранса», который окончательно затонул 21 ноября.

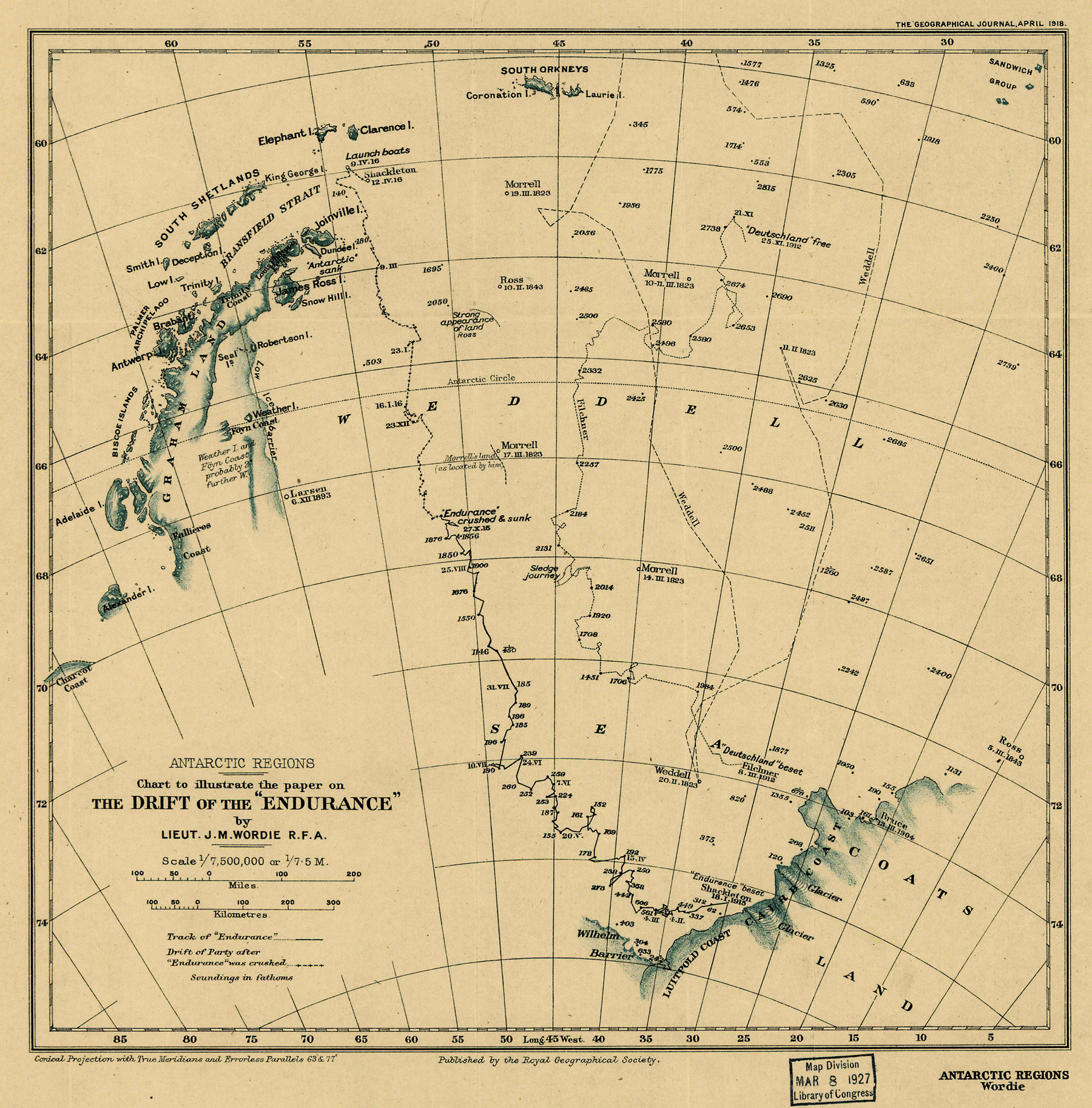
Карта 1918 года, изображающая маршруты Уэдделла, Фильхнера и Шеклтона

Дрейф проходил в северо-восточном направлении со скоростью 7 миль в сутки, при этом лагерь уносило от потенциальных мест спасения. Это побудило Шеклтона 21 декабря объявить о начале второго похода, который начался 23 декабря. Поход оказался чрезвычайно тяжёлым: люди проваливались в снег по колено, постоянно приходилось пересекать гряды торосов. 27 декабря взбунтовался плотник Гарри Макниш, кота которого Шеклтон застрелил в октябре. Плотник заявил, что, по Морскому уставу, он является моряком только на борту судна и после гибели «Эндьюранса» не обязан повиноваться командиру. Его удалось утихомирить, но Шеклтон не забыл этого эпизода: несмотря на огромный вклад в спасение команды, который Макниш совершил позднее, он не был представлен к награде. 29 декабря Шеклтон обнаружил, что за неделю каторжного труда команда продвинулась всего на 7,5 миль (12 км), и с такой скоростью понадобится не менее 300 дней, чтобы достигнуть земли. После этого был основан «Лагерь Терпения» (англ. Patience Camp), в котором команда провела более трёх месяцев.
Вскоре начала ощущаться нехватка продовольствия: всё, без чего можно было обойтись, было оставлено в Океанском лагере. Харли и Маклин были отправлены за продовольствием. 2 февраля 1916 года Шеклтон направил большой отряд, чтобы забрать побольше запасов и третью шлюпку, которую было бросили. Основой рациона стала тюленина, но из-за наличия множества собак мяса отчаянно не хватало. Поэтому 2 апреля начальник распорядился пристрелить всех оставшихся ездовых животных. Собачатина обеспечила людей дополнительной пищей.
Дрейф проходил неровно, 17 марта лагерь пронесло через широту острова Паулет, но 60-ю милями восточнее, а лёд был настолько изломан, что шансов дойти у команды не было. Теперь все надежды Шеклтона были обращены на остров Элефант, расположенный в 160 км к северу. Шеклтон думал и о достижении Южных Шетландских островов, иногда посещаемых китобоями, но все эти маршруты требовали опасного перехода в шлюпках по ледяному морю.

#### Плавание к острову Элефант
8 апреля льдина, на которой располагался лагерь, раскололась, причём палатки и запасы оказались на меньшей части льдины, продолжавшей разрушаться. Команда срочно начала грузиться на шлюпки, уже подготовленные к подобному событию. Шлюпки окрестили в честь спонсоров экспедиции: «Джеймс Кэйрд», «Дадли Докер» и «Стэнкомб Уиллс». Утром 9 апреля был спущен на воду «Дадли Докер», а через четыре часа на плаву были уже и две оставшиеся шлюпки. Шеклтон командовал «Джеймсом Кэйрдом», Уорсли — «Дадли Докером», командиром «Стэнкомба Уиллса» формально был назначен штурман Хадсон, но из-за его психического состояния фактически на шлюпке распоряжался Крин. Теперь целью Шеклтона был остров Десепшен, где имелась возведённая китобоями деревянная церковь, из материала которой можно было построить судно.
Переход осуществлялся медленно: море было забито льдами, из-за чего экспедиционеры часто вытаскивали шлюпки на лёд и ожидали улучшения обстановки. Шеклтон, заколебавшийся было в выборе маршрута, наконец, решился плыть до залива Хоуп. Однако голод, температура воздуха −30 °C и невозможность укрыться от солёной воды принудили его дать команду идти на остров Элефант, как единственно возможное для них убежище.
14 апреля они достигли юго-восточного побережья острова, но не смогли высадиться из-за крутых скал и обрывистых ледников. 15 апреля Шеклтон добрался до северного побережья и обнаружил узкий галечный пляж, на который смогли высадиться люди со всех шлюпок. Вскоре выяснилось, что в этих местах очень высокие приливы и гавань не гарантирует безопасности. 16 апреля Уайлд с командой «Стэнкомба Уиллса» исследовал побережье в поисках подходящей гавани, которая и была обнаружена всего в 7 милях (11 км). Новый лагерь получил название Point Wild («Мыс Дикий» и одновременно «Мыс Уайлда»).

#### Плавание на «Джеймсе Кэйрде»

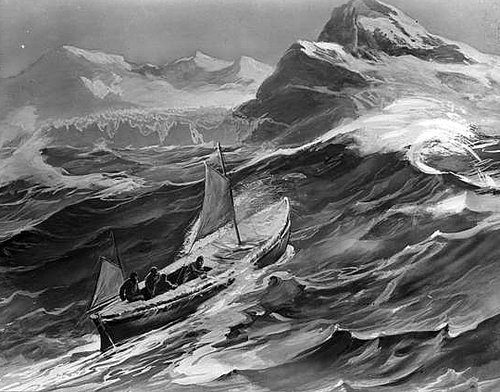
«Джеймс Кэйрд» у берегов Южной Георгии. Репродукция с акварели Дж. Марстона

Остров Элефант был бесплодным и необитаемым местом, расположенным вдалеке от судоходных трасс. Шеклтон не сомневался, что поисковым отрядам даже не придёт в голову туда заглянуть; это означало, что дело спасения с этого момента становится задачей самой команды. Перезимовать на острове было можно: хотя и лишённый растительности, он имел вдоволь пресной воды, а также тюленей и пингвинов как главного источника пищи и топлива. Однако состояние людей быстро ухудшалось, как в физическом, так и в психическом плане, а постоянные штормы сорвали одну из палаток во временном лагере, и угрожали остальным. В этих условиях Шеклтон решил взять с собой небольшую команду на одной шлюпке и идти за помощью. Ближайшим обитаемым местом был Порт-Стэнли, до которого было 540 морских миль (1000 км), но преобладающие западные ветра делали его фактически недостижимым. Более доступным был остров Десепшен, расположенный к юго-западу; хотя и необитаемый, он посещался китобоями, а Британское Адмиралтейство устроило там склад специально для потерпевших кораблекрушение. После долгих дискуссий между Шеклтоном, Уорсли и Фрэнком Уайлдом, Шеклтон решил идти на китобойную базу на Южной Георгии, расположенной в 800 морских милях (1520 км). Её предстояло достичь на одиночной шлюпке в условиях приближающейся полярной зимы. В случае везения, если море будет свободным ото льда, и выживет шлюпочная команда, Шеклтон рассчитывал добраться до помощи примерно за месяц.
«Джеймс Кэйрд», китобойный вельбот, лишенный палубы, был построен по чертежам Колина Арчера. Длина его достигала 6,9 м. Плотнику Макнишу предстояло сделать шлюпку более мореходной, располагая только тем имуществом, которое было у экспедиционеров. Макниш надстроил борта и сделал из парусины чехол, заменивший палубу. Для достижения водонепроницаемости швы были обработаны тюленьей кровью в смеси с масляной краской. С «Дадли Докера» сняли мачту и сделали из неё фальшкиль, как для увеличения остойчивости, так и чтобы сделать корпус более крепким. Для улучшения остойчивости в шлюпку положили «длинную тонну» (1016 кг) балласта.

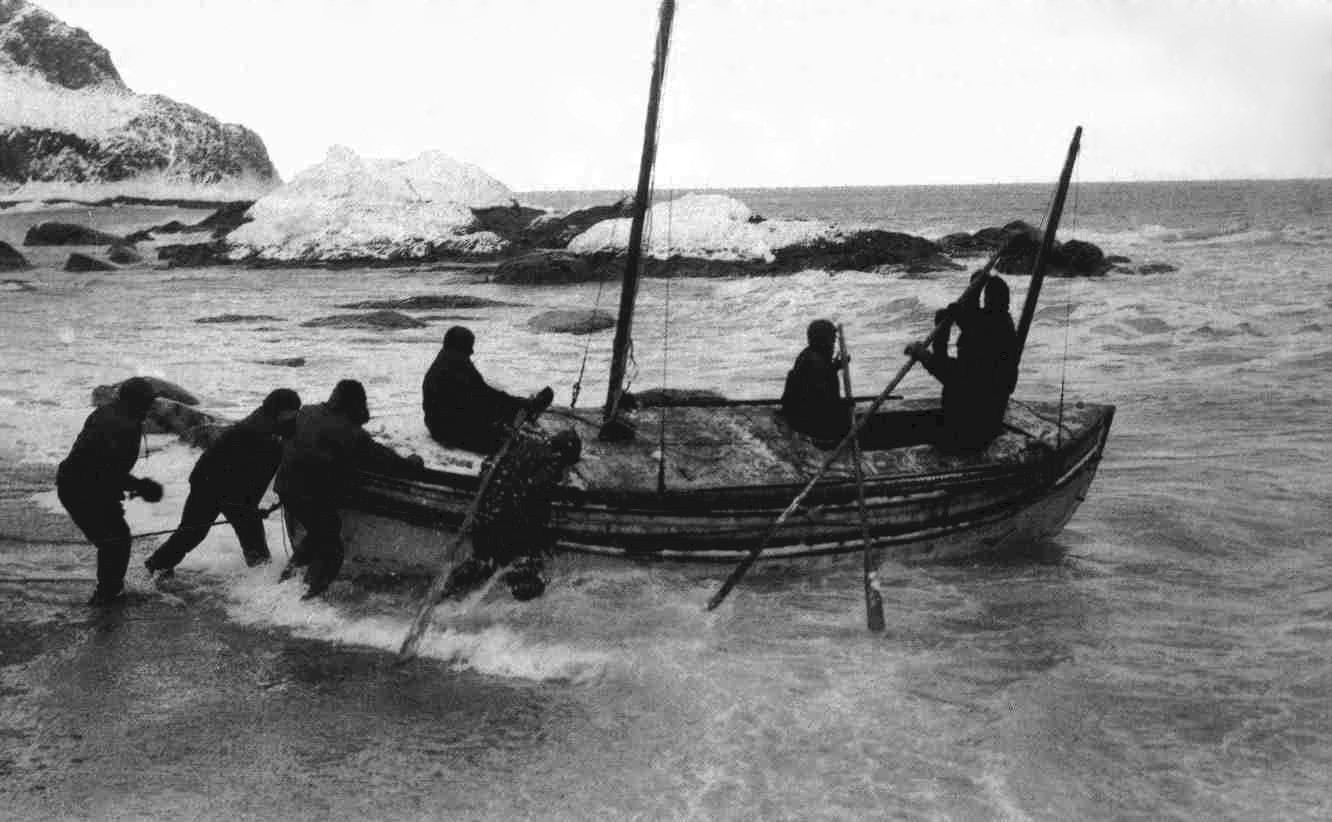
Спуск на воду. 24 апреля 1916 года

В шлюпку загрузили припасы, предназначенные для трансантарктического похода: галеты, пищевые концентраты, сухое молоко и сахар. Пресную воду залили в две 18-галлонные бочки (одна из которых была повреждена во время погрузки). Пищу готовили на двух примусах.
С собой Шеклтон брал пятерых человек.

«Уорсли я хотел взять с собой, так как был очень высокого мнения о его способностях в навигации, особенно в тяжелых условиях, это мнение лишь укрепилось во время последнего перехода. Требовалось ещё четверо человек, и я решил вызвать добровольцев, хотя, по сути, очень хорошо знал кого выберу».
Прочими вызвались идти Том Крин, Тим Маккарти, плотник Макниш и Джон Винсент. К. Алэкзэндер полагала, что Шеклтон хотел держать двух последних под своим контролем.
«Джеймс Кэйрд» отплыл 24 апреля 1916 года при благоприятном юго-западном ветре. Начальником отряда на острове Элефант остался Ф. Уайлд, которому Шеклтон дал детальные инструкции. В случае, если Шеклтон не вернётся до весны, команде предстояло добираться до острова Десепшен и ждать помощи там.
Выйдя в море, судну пришлось уклониться от прямого курса, в связи с наличием ледяных полей. За первые сутки при 9-балльном шторме удалось пройти 45 морских миль (83 км). Из-за шторма команде приходилось бодрствовать, были трудности со сменой вахт, а полярная одежда не была приспособлена для морского плавания и её невозможно было высушить. 29 апреля погода резко ухудшилась, упала температура, а волны грозили опрокинуть шлюпку. На 48 часов пришлось лечь в дрейф, при этом снасти и «палубу» пришлось непрерывно очищать ото льда. К 4 мая они были уже в 250 морских милях от Южной Георгии. Команда непрерывно слабела, Винсент впал в полную апатию.
Первые признаки земли показались 8 мая, однако из-за урагана пришлось лечь в дрейф на сутки. Экспедиционерам угрожало кораблекрушение у острова Анненкова, однако состояние членов команды стало столь плачевным, что 10 мая Шеклтон решился на высадку, невзирая на все опасности. Высадиться удалось близ залива Короля Хокона. Начальник экспедиции позднее признавался, что это плавание было одним из самых страшных испытаний, которое ему довелось пережить.
Команда находилась в 280 км от китобойной базы (если плыть вдоль побережья), однако, судя по состоянию шлюпки, преодолеть это расстояние было невозможно. Винсент и Макниш были на грани жизни и смерти, поэтому Шеклтон, Уорсли и Крин решили идти за спасением через горы — к китобойной базе Стромнесс.
15 мая шлюпку перевели на 7 миль восточнее к более удобной стоянке в устье залива. Здесь был основан «Лагерь Пегготти» (названный в честь лодки-дома, описанной в «Дэвиде Копперфильде» Диккенса). 18 мая три человека двинулись в горы — это было первое в истории пересечение внутренних районов Южной Георгии (Р. Хантфорд считал, что это могли сделать и до Шеклтона норвежские китобои, но свидетельств этому нет). Поход был очень тяжёлым ещё и потому, что у путешественников не было карт, и постоянно приходилось обходить ледники и горные обрывы. Без всякого снаряжения, без сна они за 36 часов достигли Стромнесса, причём выглядели, по словам Уорсли, «как три чучела». В тот же день, 19 мая, норвежцы отправили моторный катер, чтобы эвакуировать Маккарти, Макниша и Винсента и забрать «Джеймса Кэйрда». Китобои устроили путешественникам восторженный приём и помогали всеми возможными способами. 21 мая все участники плавания собрались на норвежской базе.

#### Спасательная операция Шеклтона

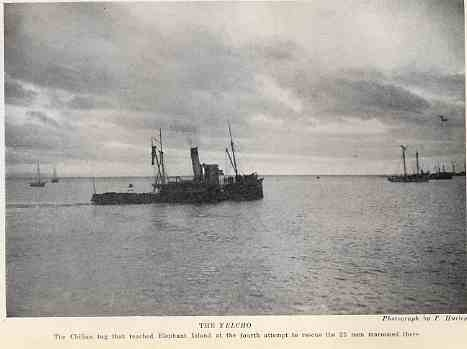
Паровой буксир «Ельчо»

Уже через три дня после прибытия в Стромнесс, Шеклтон на борту китобойца The Southern Sky предпринял попытку выручить оставшуюся на острове Элефант команду. В мае поле паковых льдов не позволило приблизиться к острову ближе чем на 110 км, а китобоец не был приспособлен для плавания во льдах. Шеклтон отступил и отбыл в Порт-Стэнли.
На Фолклендах имелось ответвление подводного телеграфного кабеля. Шеклтон немедленно связался с Адмиралтейством в Лондоне и потребовал подыскать подходящее для спасательной операции судно, его уведомили, что ничего подходящего не будет в южных широтах до октября, когда, по расчётам начальника, было бы уже слишком поздно. Шеклтону удалось заручиться поддержкой английского посла в Уругвае, и получить от правительства страны траулер, на котором 10 июня предпринял вторую попытку пробиться к острову Элефант, вновь безуспешную. Тогда Шеклтон, Крин и Уорсли отплыли в Пунта⁠-⁠Аренас, в Чили, где встретились с британским судовладельцем Макдональдом. 12 июля на шхуне Макдональда «Эмма» была предпринята третья попытка спасти команду, но паковые льды и на сей раз не пустили судно к побережью. Шеклтон позднее назвал в честь Макдональда шельфовый ледник на побережье Моря Уэдделла. К тому времени — середине августа — Шеклтон уже более трёх месяцев не имел сведений о своей команде. Правительство Чили предоставило в распоряжение полярника паровой буксир «Ельчо» под командованием капитана Пардо, уже участвовавший в третьей попытке спасательной операции в качестве вспомогательного судна. 25 августа началась четвёртая попытка, которая благополучно завершилась к полудню 30 августа: все участники зимовки на острове Элефант перешли на борт «Ельчо». Вся команда прибыла в Пунта⁠-⁠Аренас 3 сентября 1916 года.

#### Судьба команды на острове Элефант

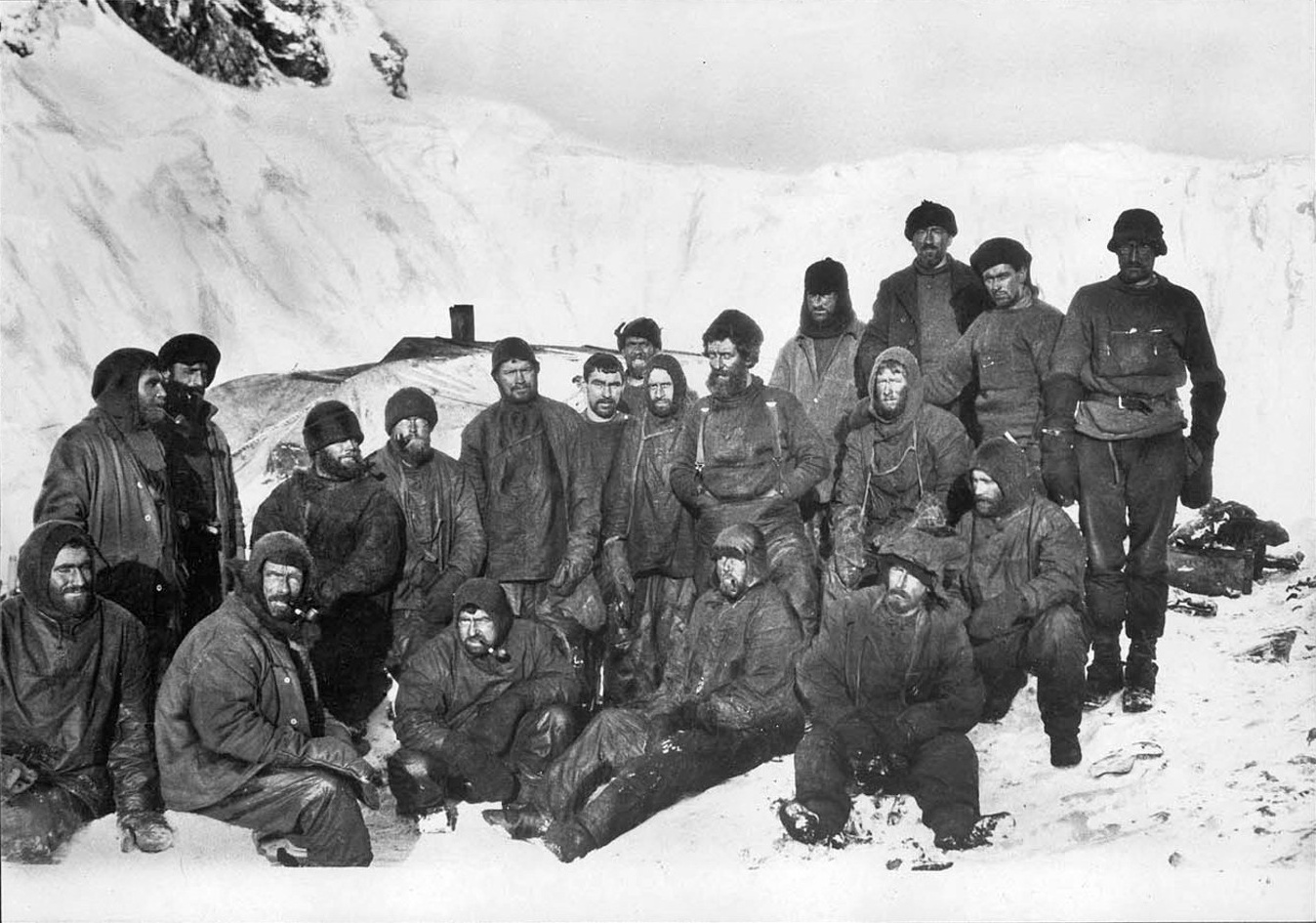
Команда Уайлда на острове Элефант. Слева направо в заднем ряду — Гринстрит, Макилрой, Марстон, Уордли, Холнесс, Хадсон, Стефенсон, Маклеод, Кларк, Орд-Лис, Маклин. В среднем ряду Грин, Уайлд, Хоу, Читэм, Хасси, Блэквелл. На переднем плане Рикинсон

Фрэнку Уайлду досталась команда, находившаяся в критическом состоянии: у Льюиса Рикинсона случился сердечный приступ, врач подозревал инфаркт, Блэкборо обморозил ноги и был не в состоянии передвигаться, у Хадсона развилась тяжёлая депрессия. Следовало обустроить зимовье; по предложению Марстона и Гринстрита перевернули две оставшиеся шлюпки, поставив их на фундамент из каменных глыб, обтянув по бокам парусами и прочими материалами, — внутреннее помещение получилось около 5 футов высотой. Зимовье прозвали Snuggery («Уютное пристанище»), оно послужило достаточно эффективным убежищем от зимних штормов.
Серьёзной ошибкой Уайлда была оценка сроков ожидания: рассчитывая на месяц робинзонады, он запрещал создавать запасы мяса пингвинов и тюленины, считая это «пораженчеством». Это привело к конфликту с Орд-Лисом, который и без того не был самым популярным членом команды. Когда вышли предполагаемые сроки ожидания, Уайлду пришлось разрабатывать распорядок с целью борьбы с зимней скукой. Развернулась охота на пингвинов и тюленей, были установлены кухонные вахты, по субботам проводили любительские концерты, по-прежнему отмечались праздники и дни рождения, но в целом состояние духа людей непрерывно ухудшалось. Обмороженные пальцы Блэкборо были поражены гангреной, и 15 мая Маклин и Маклрой провели ампутацию при свете свечей. При операции был использован хлороформ, она заняла 55 минут. Блэкборо не только выжил, но даже не страдал от осложнений.
23 августа команда столкнулась с последствиями ошибки Уайлда: побережье было покрыто плотной полосой припая, тюлени не вылезали на берег, куда-то скрылись и пингвины. Орд-Лис совершенно серьёзно писал в дневнике, что придётся съесть того, кто умрёт первым. Уайлд начал готовиться к морскому походу на остров Десепшен, назначив его на 5 октября, но уже 30 августа на остров прибыл Шеклтон и вся команда была эвакуирована.

### Деятельность отряда Моря Росса

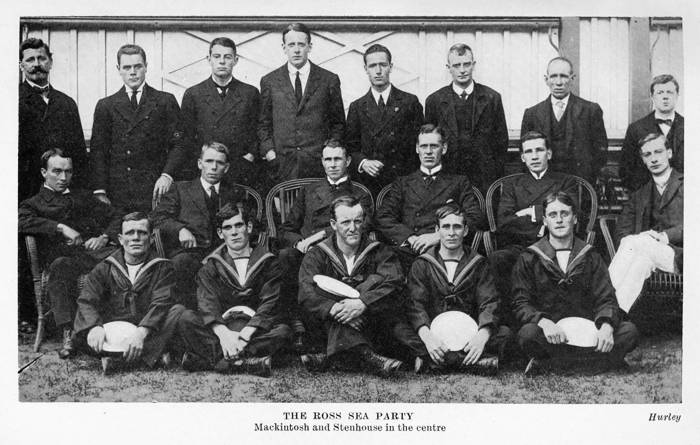
Команда Моря Росса. Макинтош третий слева в среднем ряду

Главой отряда Моря Росса стал Энеас Макинтош, безуспешно попытавшийся убедить Адмиралтейство предоставить ему военных моряков. Данный отряд рассматривался как вспомогательный — его главной целью была закладка складов. Но, несмотря на это, Шеклтон включил в команду и научную группу для магнитных, геологических и биологических изысканий. Шефом научной группы был геолог А. Стивенс, получивший также теологическое образование. 21-летний выпускник Кембриджа Коул, будучи биологом, стал по совместительству врачом. Священник шотландской епископальной церкви Спенсер-Смит заменил одного из членов команды, призванного на фронты Первой мировой войны. Ещё трёх членов научной группы приняли в Австралии.

#### В Австралии
Макинтош и основная часть команды прибыли в Сидней в октябре 1914 года и были неприятно удивлены тем, что экспедиционное судно было явно непригодно для плавания в Антарктику и нуждалось в ремонте. Шеклтон не слишком заботился о судьбе второго отряда, поэтому документы о передаче судна Моусоном даже не были оформлены должным образом. Макинтош забраковал большую часть закупленного провианта и снаряжения, особенно навигационного оборудования, непригодными были и жилые помещения. Фактически оснащение экспедиции надо было начинать заново. Вдобавок, Шеклтон сократил бюджет отряда на 1000 ф.ст., поэтому Макинтошу пришлось срочно искать спонсоров и проводить экскурсии по судну, чтобы достать хоть какие-то деньги. Средств не хватало даже на жалованье команде и её проживание в Сиднее.
Макинтошу пришлось решать все проблемы самостоятельно в условиях острой нехватки времени: Шеклтон уже отплыл в Антарктиду. Австралийские участники экспедиций Шеклтона и Скотта вошли в положение и помогли быстро собрать недостающие средства, однако в сложившейся ситуации, некоторые члены экспедиции уволились, и их пришлось в последний момент заменять молодыми людьми, не имевшими никакого опыта: второй механик А. Доннели служил на железной дороге и никогда не был в море, радистом вызвался быть 18-летний Л. Хук.
Несмотря на все проблемы, «Аврора» отплыла 15 декабря 1914 года, пришвартовавшись в Хобарте 20-го. В Антарктиду отправились 24 декабря, на три недели позже, чем это было предусмотрено планом. Макинтош собирался расположиться на мысе Эванс, на базе экспедиции «Терра-Нова», поскольку рассчитывал найти там для «Авроры» надёжную зимнюю стоянку.

#### Походы января — марта 1915 года
Поскольку в инструкциях Макинтоша было указание, что возможно Шеклтон начнёт пересечение Антарктиды в первый же сезон, он сразу же начал закладку новых складов на 79° (у скалы Минна Блафф) и 80° ю. ш., полагая, что это будет тот минимум, который позволит последнему выжить после тяжелейшего перехода. Сразу же начались конфликты. Неопытная команда не умела обращаться с ездовыми собакам, и Э. Джойс, как самый опытный полярник в группе, советовал подождать хотя бы неделю до выхода и дать людям возможность приспособиться к месту. Макинтош заявил в ответ, что Шеклтон передал ему всю полноту власти; таким образом, мнение Джойса было проигнорировано.
Отряд был разделён на три партии (по трое, не считая начальника), первая из которых выступила 24 января, прочие отправились на следующий день. Конфликт между Макинтошем и Джойсом продолжился — на сей раз из-за необходимости использовать собак при закладке склада 80° ю. ш.. Взятые для транспортировки грузов тракторы не выдержали антарктического климата. В конечном итоге склады были заложены, но не удалось дотащить всех запасов — на обратном пути пали все 10 собак, взятые в дорогу. Все три отряда соединились на мысе Хат-Пойнт 25 марта, измождённые и обмороженные, потеряв всякое доверие к Макинтошу как начальнику. Из-за состояния морского льда возвращение на мыс Эванс было невозможно, поэтому до 1 июня команда жила в старой хижине Скотта, питаясь почти исключительно пингвинами, используя для отопления и освещения жир.
Уже после окончания экспедиции стало известно, что Шеклтон собирался дать Макинтошу инструкцию начинать работы только во второй сезон после зимовки, но по какой-то причине каблограмма в Австралию так и не была отправлена.

#### Дрейф «Авроры»

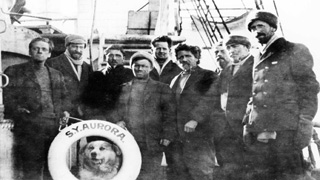
Команда «Авроры»

Когда Макинтош начал походы, командиром «Авроры» официально стал Стэнхаус, хотя фактически он командовал ещё после выхода из Сиднея. Его главной задачей был поиск зимней гавани между мысами Эванс и Хат-Пойнт, что было долгим и сложным делом. По указанию Шеклтона, «на швартовку к северу от мыса Ройдс, как и у побережья к югу от Ледникового языка было табу» (из дневника Стенхауса). Наконец, 11 марта судно было заякорено у мыса Эванс, где ему предстояло вмерзнуть в лёд.
В ночь на 7 мая 1915 года в сильный шторм «Аврора» вместе с ледовым полем была вынесена в океан. Неприятным моментом было то, что все зимовочные запасы для группы Макинтоша не были выгружены на берег. До 12 мая шторм даже не позволял людям выходить на верхнюю палубу, но 12-го была сделана попытка связаться с миром по беспроволочному телеграфу. Радиус его действия не превышал 300 миль, а до ближайшей станции на острове Маккуори было 1300 морских миль (2400 км), и поэтому все усилия Хука пропали втуне. 25 мая, когда «Аврора» дрейфовала вдоль побережья Земли Виктории, ледовые поля начали смыкаться вокруг судна, при этом вмёрзшие в лёд якоря грозили судну дополнительными разрушениями. Стэнхаус распорядился готовиться к высадке на лёд, однако опасность миновала. Командир рассчитывал на то, что судно вынесет к Новой Зеландии, где можно будет пополнить запасы и в октябре вернуться на мыс Эванс.
К 9 июля скорость дрейфа возросла, усилились и подвижки пака. 21 июля «Аврора» оказалась в зоне сжатия, корпус выдержал, но руль уже не подлежал ремонту. 6 августа закончилась полярная ночь, судно дрейфовало на траверзе мыса Адэр, в 670 км от мыса Эванс. К 10 августа направление дрейфа сменилось на северо-западное, в среднем со скоростью 37 км в сутки. Далее дрейф замедлился, и Доннели предложил сделать некое подобие гигантского весла, чтобы направлять судно по выходу на открытую воду. Работы были начаты немедленно
. 25 августа Хук впервые смог поймать сигналы, которыми обменивались радиостанции острова Маккуори и Новой Зеландии. Позже были замечены разводья, но сильные штормы вновь сомкнули льды. 22 сентября «Аврора» миновала необитаемые острова Баллени, к тому времени уже 1300 миль отделяли её от мыса Эванс. Команда была в превосходном состоянии духа, хватало тепла и удобств, неукоснительно отмечались праздники, в том числе Праздник Середины Зимы. Когда взошло солнце, на льду устраивали матчи по крикету и футболу. 21 ноября «Аврора» пересекла Южный полярный круг, но даже к Рождеству ледовые поля не пускали судно. Новый, 1916 год, команда «Авроры» встретила во льдах.

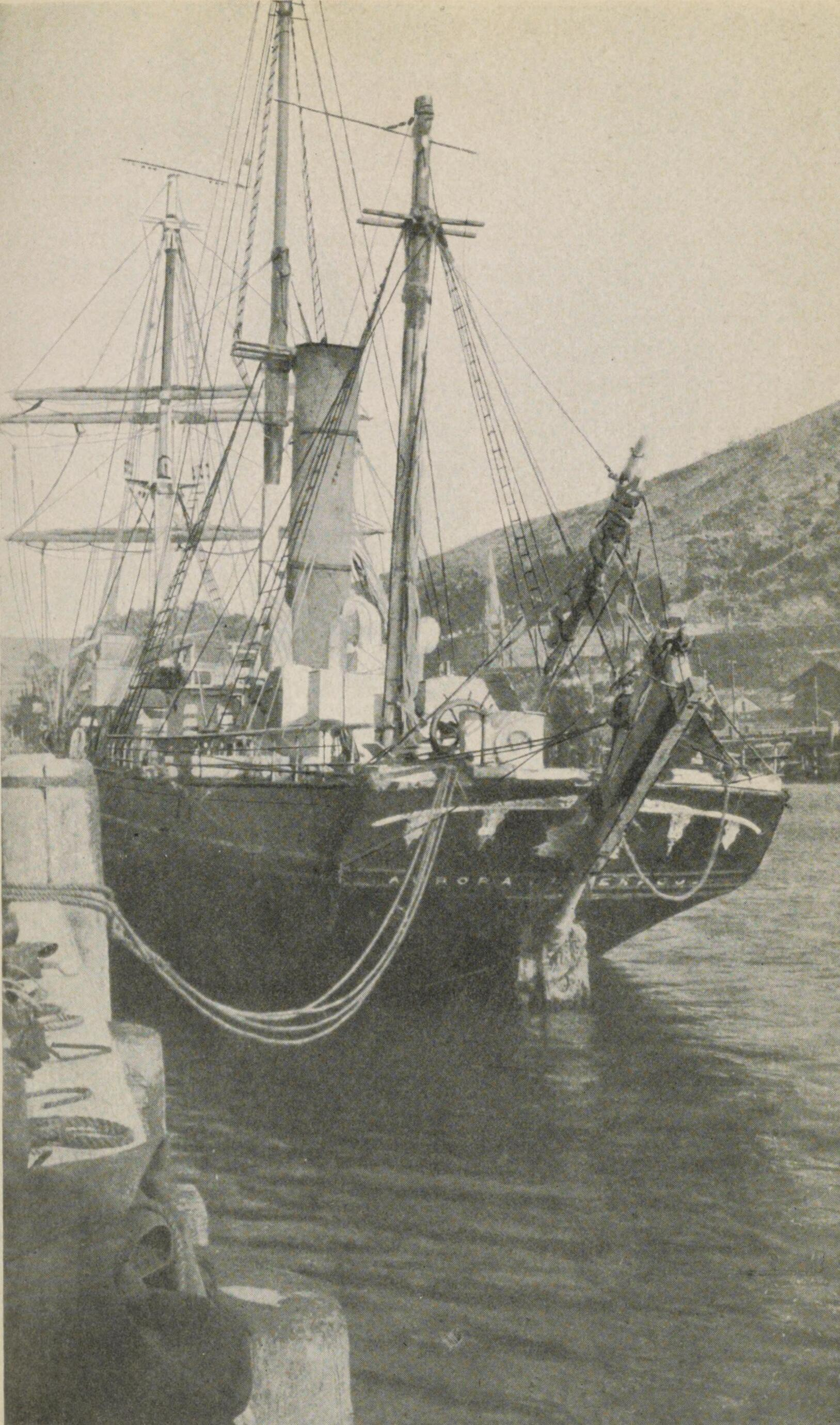
«Аврора» в Порт-Чалмерсе. Вид с кормы. Хорошо виден самодельный руль

Стэнхаус надеялся освободиться ещё в начале января, и после ремонта вернуться на мыс Эванс к концу февраля. Но ледовая обстановка была удручающей. Стэнхаус трезво рассудил, что, может быть, придётся зимовать ещё раз, и распорядился начать промысел пингвинов и морских животных. Лёд к тому времени подтаял, и перевозка туш была сопряжена с немалыми опасностями. Вдобавок, на 40-летнем судне разошлись швы обшивки, что изнуряло команду постоянной работой на помпах. 12 февраля очередное ледовое сжатие позволило судну сойти на воду, но уже 15 февраля льды вновь сомкнулись. Командир не хотел запускать машину из-за малого количества угля, но 1 марта, не желая зимовать, распорядился развести пары. Только 6 марта было замечено открытое море, а 14 марта 312-дневный дрейф был окончен в точке 64° 27’ю. ш.,157° 32’в. д.
Задачей команды было сохранить судно и провести его в Новую Зеландию, чтобы вернуться на остров Росса следующей весной. «Аврора» плохо управлялась, и Хук возобновил попытки связаться с островом Маккуори, не зная, что радиостанция из экономии закрыта новозеландским правительством. Только 23 марта удалось связаться с Новой Зеландией, а на следующий день и с Тасманией, что значительно превышало обычный радиус действия имевшейся на борту радиотехники, но оказалось возможным благодаря крайне удачным погодным условиям. Тем не менее, Стэнхаус отказался от помощи, не желая обременять и без того бедственные финансы экспедиции. Переменить решение пришлось 31 марта во время сильного шторма. Буксир Dunedin пришёл через два дня, а 3 апреля «Аврора» вошла в Порт-Чалмерс.

#### После потери «Авроры»
Вернувшись на мыс Эванс, Макинтош обнаружил, что 10 человек его команды брошены на произвол судьбы, поскольку всё снаряжение, лыжи, нарты, провиант и топливо осталось на судне. У людей в буквальном смысле осталось то, что было надето на них. Дальнейшая судьба отряда зависела только от лидерских качеств Макинтоша и доверия к нему людей: было неизвестно, где находится экспедиционное судно и когда оно вернётся.
Командир сразу ввёл режим строгой экономии и внимательно обследовал запасы, оставшиеся от старых зимовок Скотта и Шеклтона. Это позволило решить проблему одежды и обуви, необходимого инвентаря, а пищей и топливом по-прежнему служили пингвины и тюлени. Люди, как могли, пытались себя развлечь в полярную ночь: так, Джойс открыл Joyce’s Famous Tailoring Shop («Знаменитую портняжную лавку Джойса»), в которой перешивал старые палатки Скотта, а Уайлд создал курительную смесь Hut Point Mixture (опилки, чай, кофе и годные для сжигания пряности). Теперь у команды были необходимые запасы и нарты для перевозок, чтобы заложить склады для Шеклтона, поэтому 31 августа 1915 года Макинтош объявил, что назавтра начинается новый поход на Юг.

#### Поход к горе Надежды

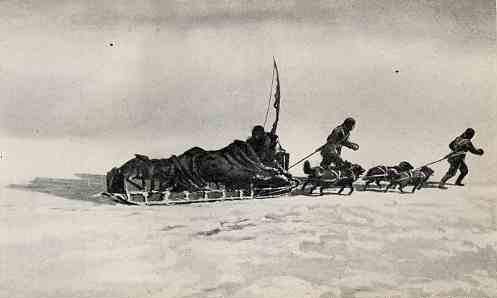
Макинтош и Спенсер-Смит на марше

Макинтош распланировал работу в три этапа: весь груз в 3800 фунтов (1700 кг) надлежало перевезти от мыса Хат-Пойнт до скалы Блафф, а оттуда распределить по складам, начиная от существующего на 80° ю. ш., заложив новые «депо» на каждом градусе широты вплоть до горы Надежды на 83°30’ ю. ш.. (Гора Надежды была открыта Шеклтоном в 1908 году. С неё открывался вид на ледник Бирдмора, тогда же на том месте Шеклтон заложил склад «D» для возвращения с Южного полюса.)
Первый этап начался по плану 1 сентября 1915 года и без происшествий завершился 30 сентября. Второй этап проходил напряжённо: постоянно спорили Макинтош с Джойсом, погода мало благоприятствовала передвижению, а ледник изобиловал трещинами. Макинтош был убеждённым сторонником методов Скотта, когда все грузы перевозятся людьми, впряжёнными в сани, в то время как Джойсу помогали 6 собак (8 собак пережили зиму, но две суки были беременны и не могли использоваться в тягле). Поход к скале Блафф завершился 28 декабря.
1 января 1916 года отказ примуса принудил группу Коула, Джека и Гейса вернуться на базу, хранителем которой оставался Стивенс, назначенный также следить за появлением судна. Пять человек в то время достигли горы Надежды, оставив по пути Спенсера-Смита (он был не в силах идти дальше, ему оставили маленькую палатку и велели ждать). Макинтош жаловался на боли в ногах, но группа упорно шла вперёд. По совету Джойса, люди сокращали рационы себе, но сытно кормили собак, поскольку это был единственный шанс выполнить задание и вернуться обратно.
29 января отряд должен был забрать Спенсера-Смита. Он был настолько слаб, что пришлось положить его на сани. Сил Макинтоша уже едва хватало для самостоятельного передвижения. Фактическим главой отряда стал Джойс. Тем не менее, группа упорно шла на север, но 17 февраля была остановлена бураном в 12 милях от склада Блафф — повторялась история группы Скотта в марте 1912 года, когда им пришлось неделю просидеть в палатке, при этом закончились запасы топлива и еды. Тогда Джойс, Ричардс и Хейвард рискнули пойти в метель за топливом и провиантом. Поход занял неделю, инвалидов всё это время опекал Уайлд. Возобновив поход в начале марта, экспедиционеры оказались в очень сложном положении: Хейвард не вынес перехода, а трое оставшихся на ногах были слишком слабы, чтобы тащить остальных. Тогда 8 марта Макинтош добровольно согласился остаться умирать, чтобы спаслись хотя бы двое. Однако 9 марта от цинги и общего истощения скончался Спенсер-Смит и был похоронен в леднике. Джойс и Уайлд 11 марта притащили Хейварда на мыс Хат-Пойнт, Макинтоша доставили 16 марта. Поход продолжался 198 дней.
Пятеро выживших поселились в хижине Скотта на мысе Хат-Пойнт, медленно восстанавливая силы тюленьим мясом. Ледовые условия в заливе препятствовали переходу, однако 8 мая Макинтош заявил, что они с Хейвардом пойдут на мыс Эванс, не обращая внимания на протесты товарищей. Они вышли в метель, и больше их никто не видел. После шторма Джойс нашёл их следы, обрывающиеся на битом льду. Очевидно, путники провалились сквозь молодой лёд или льдину с ними унесло в море. Джойс, Уайлд и Ричардс прожили на мысе Хат-Пойнт до 15 июля, когда, наконец, воссоединились с группой на мысе Эванс.

#### Спасательная операция Дэвиса
Задачей Стэнхауса в Новой Зеландии было изыскание денег на ремонт «Авроры» и поход к мысу Эванс для эвакуации оставшихся там людей. Это оказалось чрезвычайно сложным: известий от Шеклтона не поступало с декабря 1914 года, когда «Эндьюранс» покинул Южную Георгию, соответственно, было очевидно, что помощь требуется обоим отрядам экспедиции. Все средства, собранные для экспедиции, были уже исчерпаны, а других источников финансов не было. Частные жертвователи также не доверяли экспедиционерам из-за финансового хаоса, оставленного «Авророй» в Австралии. Наконец, правительства Великобритании, Австралии и Новой Зеландии согласились профинансировать ремонт «Авроры», но теперь она всецело находилась в распоряжении объединённого спасательного комитета.
31 мая появились известия от Шеклтона, добравшегося до Фолклендских островов: ему было нужно спасать товарищей, оставшихся на о. Элефант (операция завершилась в сентябре), поэтому до Новой Зеландии глава экспедиции добрался только в декабре. Было уже поздно что-то менять: Стэнхаус и все офицеры были уволены с «Авроры» Объединённым комитетом, капитаном назначили Джона Кинга Дэвиса, служившего в экспедиции Моусона, и отказавшегося от предложений Шеклтона участвовать в Имперской экспедиции. 20 декабря «Аврора» вышла в море, достигнув о. Росса 10 января 1917 года. Партия на мысе Эванс ожидала увидеть Шеклтона с другой стороны света, и люди были страшно разочарованы тщетностью усилий и смертей. Дэвис потратил ещё неделю на безуспешные поиски Макинтоша и Хейварда, после чего 20 января «Аврора» ушла в Новую Зеландию, увозя на борту семерых выживших. Примечательно, что с ними вернулись трое собак, переживших все тяготы пути, они стали экспонатами Веллингтонского зоопарка.

## После экспедиции
«Аврора» была продана Шеклтоном за долги угольной компании, для перевозок между Австралией и Южной Америкой. Стоимость сделки составила 10 000 ф.ст. Судно пропало без вести в январе 1918 года, на его борту по-прежнему служил боцманом Пэтон.
На фоне событий Первой мировой войны возвращение членов экспедиции прошло незаметно для средств массовой информации, тем более, что люди возвращалась в Англию поодиночке и за свой счёт. Сам Шеклтон сумел провести короткое турне по США, и вернулся в Британию 29 мая 1917 года, что прошло почти незамеченным. В декабре 1919 года была опубликована книга «Юг» о злоключениях экспедиции, но и она не вызвала интерес современников.
Эрнест Уайлд, как и другие выжившие члены команды, был призван на военную службу. Он скончался на Мальте 10 марта 1918 года. Маккарти и Читэм были убиты на фронте. Шеклтон даже участвовал в британской интервенции в Россию, работая в Мурманске до весны 1919 года. В 1921 году он организовал свою последнюю экспедицию на судне «Квест», в ходе которой скончался в возрасте 47 лет (в 1922 году). Джойс и Ричард были награждены Медалью Альберта за свои заслуги только в 1923 году, уже после смерти Шеклтона, тогда же посмертно были награждены Уайлд и Хейвард. Радиотелеграфист Хук, усовершенствовавший связь во время дрейфа «Авроры», был принят на работу в компанию Amalgamated Wireless Australasia Ltd, где прославился многими технологическими разработками, за которые в 1957 году был возведён в рыцарское достоинство. В 1962 году он стал исполнительным директором этой компании .
Антарктический материк был пересечён только в 1958 году экспедицией Британского содружества по маршруту Шеклтона от залива Фазеля до острова Росса за 98 дней, с использованием гусеничных транспортёров и ледовой разведки с воздуха.
Спустя 107 лет после экспедиции, 9 марта 2022 года, было объявлено, что затонувшее судно «Эндьюранс», которое теперь объявлено охраняемым историческим местом и памятником в соответствии с Договором об Антарктике, было найдено на глубине 3 008 метров в «удивительно хорошем состоянии».